# Rhino Season
Rhino Season —en persa: فصل کرگدن‎— es una película dramática iraní del año 2012 que escribió y dirigió Bahman Ghobadi; los protagonistas son Behrouz Vossoughi, Monica Bellucci y Yilmaz Erdogan. Su argumento se centra en la historia de Sadegh Kamangar, un poeta encarcelado en la década de 1970 y su posterior tragedia familiar.